# Feliks Stefan Szymanowski
Feliks Stefan Franciszek Korwin-Szymanowski (ur. 25 stycznia 1790 w Broniszach, zm. 14 stycznia 1873 w Warszawie) – pułkownik wojsk Królestwa Polskiego, inżynier, geodeta.

## Życiorys
Urodził się 25 stycznia 1790 w rodzinie Teofila h. Jezierza i jego żony Marianny Kazimiery Magnuskiej z Magnus v. Magnuszów h. Awdaniec w Broniszach. W 1809 wstąpił do Szkoły Aplikacyjnej Artylerii i Inżynierów, wyższej uczelni wojskowej Księstwa Warszawskiego i tego samego roku brał udział w wojnie polsko-austriackiej. W następnym roku otrzymał stopień podporucznika oraz następnie awans do stopnia porucznika.
Uczestniczył w wojnach 1812–1814, od 1815 w Kwatermistrzostwie Generalnym. W 1817 awansowany do stopnia kapitana. Był w ekipie prowadzącej pomiary triangulacyjne Królestwa Polskiego i w 1825 wyznaczył południk Warszawy.
W 1828 został wysłany na wojnę z Turcją i za udział w bitwie pod Kulewczą otrzymał szablę honorową.
Brał udział w powstaniu listopadowym, w lutym 1831 otrzymał awans do stopnia majora oraz Złoty Krzyż Virtuti Militari. Przydzielony został do korpusu generała Józefa Dwernickiego i był szefem jego sztabu. Uczestniczył w wyprawie wołyńskiej, a następnie przedostał się do Warszawy, awansowany do stopnia podpułkownika i odznaczony Krzyżem Kawalerskim Orderu Virtuti Militari. Dostał przeniesienie do załogi twierdzy Modlin i po jej kapitulacji powrócił do Warszawy.
W 1835 został zatrudniony jako inżynier województwa mazowieckiego, a w latach 1839–1841 był inżynierem obwodu stanisławowskiego.
Żonaty z Weroniką z d. Jarocka, z którą miał czwórkę dzieci: Feliksa, Joannę Mariannę, Feliksę i Mariana. Zmarł w Warszawie dnia 14 stycznia 1873 i pochowany został w rodzinnym grobowcu na cmentarzu Powązkowskim.

## Upamiętnienie
Uchwałą nr IX/69/24 Rady Miejskiej w Ożarowie Mazowieckim drodze bez nazwy w Broniszach została nadana nazwa „płk Feliksa Szymanowskiego”.